# Grantia phillipsi
Grantia phillipsi is een sponssoort in de taxonomische indeling van de kalksponzen (Calcarea). De spons leeft in de zee en zijn parenchym bestaat uit calciumcarbonaat.
De spons behoort tot het geslacht Grantia en behoort tot de familie Grantiidae. De wetenschappelijke naam van de soort werd voor het eerst geldig gepubliceerd in 1900 door Lambe.